# Примаков, Генри Хаимович
Генри Хаимович Примаков (12 февраля 1914, Одесса — 25 июля 1983, Филадельфия, США) — американский физик.
Генри Примаков первым описал процесс когерентного фотопоявления нейтральных мезонов в электрическом поле атомного ядра (эффект Примакова). Также Примаков внёс вклад в понимание различных проявлений слабого взаимодействия, включая захват мюонов, двойной бета-распад и взаимодействие нейтрино с ядром.

## Биография
Родился 30 января (по старому стилю) 1914 года в Одессе в семье аптекарского помощника Хаима Абовича Примакова (1885—?) и Марьем Эйнаховны Примаковой (в девичестве Кац, 1888—?), заключивших брак там же 30 июня 1913 года. Семья отца происходила из селения Реуха Сквирского уезда Киевской губернии, где в 1880-е годы жили его родители Або-Аврум Иделевич Примаков и Песя Примакова (изначально из Ворошиловки, в 1890 году вся семья была приписана к одесским мещанам).
Учился в Колумбийском и Нью-Йоркском университете, где в 1938 году получил звание доктора философии.
Мать Генри вместе с маленьким сыном и родителями тайно перешла румынскую границу и в 1922 году прибыла в США, где жил её дядя. Вырос в Бронксе.

## Семья
Жена (с 1938 года) — Милдред Кон, с которой Генри познакомился в университете, выдающийся химик, известная в науке исследовательница, которая впервые применила ядерный магнитный резонанс в биохимии. Сын — Пол Примаков  (14 марта 1944 — 25 апреля 2020), биохимик. Дочери — Нина Примаков Россомандо, детский психолог; Лора Примакофф, специалист в области когнитивно-бихевиористской психологии.